# Obsessed (песня Оливии Родриго)
«Obsessed» (с англ. — «Одержима») — песня американской певицы Оливии Родриго, вышедшая 22 марта 2024 года на лейбле Geffen Records в качестве четвёртого сингла с второго студийного альбома Guts и единственного сингла с его делюкс-издания Guts (Spilled) 2024 года.
Песня была написана Родриго, Энни Кларк и музыкальным продюсером Дэном Нигро. Родриго включила её в сет-лист своего мирового турне Guts World Tour.

## История
После коммерческого успеха дебютного студийного альбома Sour (2021). Оливия Родриго продолжила сотрудничество с Дэном Нигро, который спродюсировал все треки альбома. Следующий альбом, Guts (2023), был задуман, когда ей было 19 лет, год, который она описала как «много путаницы, ошибок, неловкости и старого доброго подросткового ангста». Альбом и его название были анонсированы 26 июня 2023 года, а главный сингл, «Vampire», вышел четыре дня спустя. Песня достигла первого места в разных странах, включая США, где стала её третьим синглом номер один в Billboard Hot 100. «Bad Idea Right?» была выбрана в качестве последующего сингла.
Родриго написала песню «Obsessed» вместе с Энни Кларк и Нигро. 31 июля 2023 года Родриго показала видеоклип, содержащий подсказки о треклисте Guts, которые должны были расшифровать поклонники. В нём она отдыхает в спальне, распаковывает коробки и экспериментирует с различными устройствами, включая электрическую клавиатуру и ретро-печатную машинку. Наряду с тремя другими песнями, «Obsessed» изначально была доступна только на виниловых изданиях альбома. После того как эта песня стала единственной из тех, что были включены в сет-лист её текущего концертного тура Guts World Tour, она объявила её синглом.

## Композиция
«Obsessed» — это рок, поп-рок, дэнс-рок, поп-панк и пауэр-поп-трек с влиянием панк-рока и гранжа. Песня начинается с того, что Родриго гармонирует с самим собой: «Da da-da-da da-da-da», а затем кричит с нарастающей силой. Позже в нем появляются гитары, искаженный вокал, тяжелый бас и ударные.
Обозреватель NME Кьянн-Сиан Уильямс описал песню «Obsessed» как поп-рок, в которой «Родриго поёт о том, что зациклилась на бывшей партнёрше»: «Если бы я сказала вам, как много я о ней думаю, / Вы бы подумали, что я влюблена. / Я видела все фильмы, где она снималась, и, Господи, какая же она красивая! / Я знаю, что ты её любишь, я знаю о ней, / Я одержима твоей бывшей».

## Отзывы
Песня «Obsessed» получила положительную рецензию от Криса Уиллмана из Variety, который написал: «„Obsessed“, безусловно, стоит в одном ряду с более энергичными треками пластинки. […] „Obsessed“ — самая популярная из четырёх (а также, что очень удобно, та, которая уже была помечена на подавляющем большинстве вариантов LP, так что сейчас она не является безвестной)».
По мнению некоторых критиков, «Obsessed» отличается более жестким звучанием, чем предыдущие работы Родриго. Включив песню под номером 25 в список лучших песен 2024 года по версии Billboard на июнь, Эндрю Унтербергер заявил, что это ее «самый восхитительно трэшевый» и «наименее похожий на радиохит», не зная, повредило ли ее производство или помогло ее коммерческим перспективам. Стеффани Ванг из Nylon считает, что песня была самой «жесткой» из когда-либо звучавших в исполнении Родриго и что ей следует придерживаться того же направления в своем будущем материале, а Эндрю Пулвер из The Guardian выразил мнение, что она никогда не звучала так язвительно или уничиительно. Хади описал ее исполнение как прогрессирующее маниакальное и подумал, что оно прекрасно дополняется захватывающим хуком в припеве.
Песня включена в список Лучших песен 2024 года под номером девять критиком Callie Ahlgrim в журнале Business Insider.

## Музыкальное видео

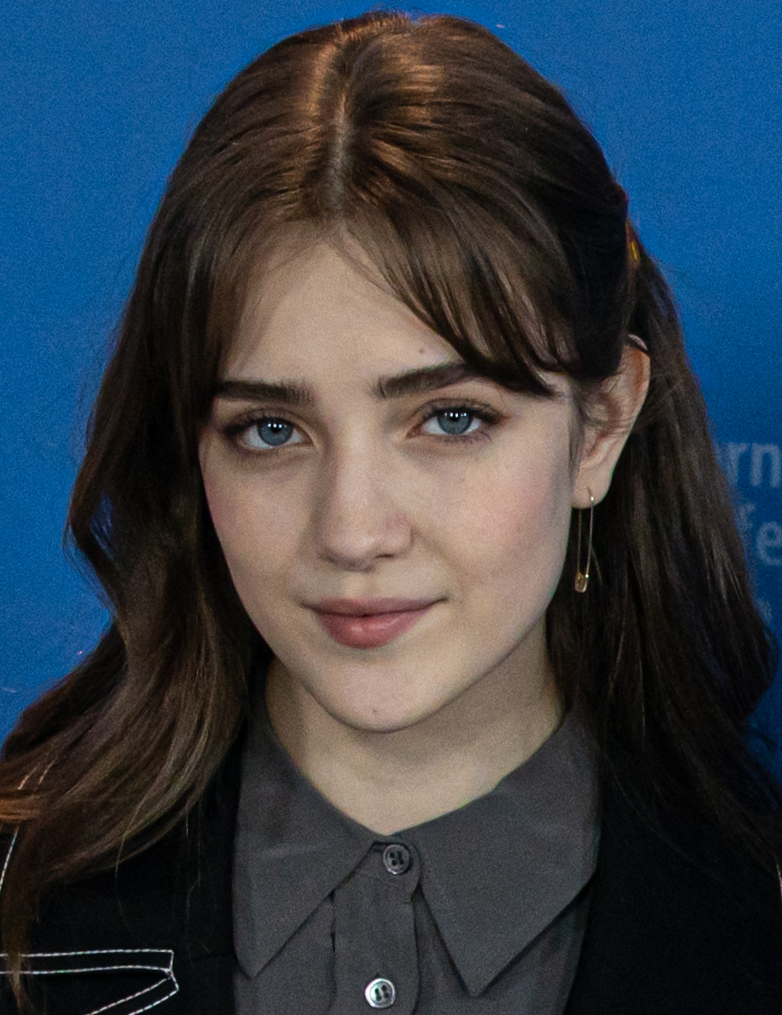
Актриса Талия Райдер снялась в этом клипе, а ранее в видео «Deja Vu».

Митч Райан снял клип на песню «Obsessed». 20 марта 2024 года Родриго выложила тизер клипа, в котором она входит в зал, заполненный бывшими своего партнера в белых платьях. Каждая из женщин носит нашивку с различными надписями, такими как «Мисс думала, что она та самая», «Мисс тоже думала, что она та самая», «Мисс все еще его самый близкий друг», «Мисс 2 лета назад», «Мисс мамин любимчик», в то время как у Родриго написано: «Мисс прямо сейчас». Парикмахер Клейтон Хокинс уложил волосы Родриго в грубую челку-пикси, с мягко струящимися богемными волнами, напоминающими 1970-е годы, и двумя длинными косами. Ее наряд представлял собой готическое черное выпускное платье с накладными плечами и мокасины Lotti Mary Jane от Steve Madden. Видео было выпущено двумя днями позже.
Когда она входит в переполненный банкетный зал в чёрном платье, около двух десятков женщин (одну из них играет актриса Талия Райдер) сидят за столами, каждая со своими суперпрозвищами. Женщины участвуют в конкурсе красоты под названием «Exes Gala», который превращается в шоу наград, где Родриго вручает им трофеи с такими названиями, как «Жизнь каждой гребаной вечеринки», «Хорошо с детьми» и «Она даже говорит обо мне по-доброму». На протяжении большей части видео она сохраняет бесстрастное выражение лица, которое, по мнению Саулог, отражает ее зависть к бывшим. В других сценах Родриго исполняет песню в смежной комнате с группой в смокингах и поет бридж в окружении некоторых бывших. Видео заканчивается тем, что она убирает помещение после того, как все ушли.
Саулог считает, что события в клипе представляют собой хаос в голове Родриго: «[почти] полная ярости вечеринка в ее голове». Томас Миер из Rolling Stone описал клип как «лихорадочный сон», а Рания Анифтос из Billboard считает, что концепция безупречно дополняет текст песни о зависти. Клип был номинирован на премию MTV Video Music Awards 2024 года за лучшую операторскую работу и на премию UK Music Video Awards 2024 года за лучшее международное поп-видео.

## Концертные исполнения
Во время мирового турне Guts World Tour «Obsessed» появляется в наборе рок-ориентированных песен, наряду с «Brutal» (2021), «All-American Bitch» (2023), «Good 4 U» (2021) и «Get Him Back!» (2023), которые вместе напоминают о рок-артистках 1990-х годов, таких как Аланис Мориссетт и Гвен Стефани, по словам Селены Фрагасси из Chicago Sun-Times. После того как во время интерлюдии в стиле прогрессив-рок-металл на экран проецируется белый лист, сгорающий до пепла, символизирующий «смерть невинности», по словам Одри Гиббс из The Tennessean, Родриго поет «Brutal». Она исполняет «Obsessed» в красном купальнике, крутясь на земле и снимаемая камерой снизу. К Родриго присоединяется группа поддержки из семи человек, у которых она выхватывает барабанную палочку и бросает ее в зрителей. В завершение она исполняет соло на фирменной гитаре Music Man St. Vincent Goldie.

## Чарты
| Чарт (2024)                                  | Высшая позиция |
| -------------------------------------------- | -------------- |
| Австралия (ARIA)                             | 16             |
| Австрия (Ö3 Austria Top 40)                  | 73             |
| Канада (Billboard Canadian Hot 100)          | 20             |
| Канада (Billboard CHR/Top 40)                | 15             |
| Канада (Billboard Hot AC)                    | 24             |
| Мир (Billboard Global 200)                   | 17             |
| Ирландия (IRMA)                              | 12             |
| Нидерланды (Single Top 100)                  | 73             |
| Новая Зеландия (Recorded Music NZ)           | 26             |
| Швеция (Sverigetopplistan)                   | 59             |
| Великобритания (UK Singles Chart)            | 10             |
| США (Billboard Hot 100)                      | 14             |
| США (Billboard Adult Top 40)                 | 11             |
| США (Billboard Hot Rock & Alternative Songs) | 2              |
| США (Billboard Mainstream Top 40)            | 10             |

| Чарт (2024)                                  | Позиция |
| -------------------------------------------- | ------- |
| США Adult Top 40 (Billboard)                 | 44      |
| США Hot Rock & Alternative Songs (Billboard) | 21      |
| США Mainstream Top 40 (Billboard)            | 42      |

## Сертификации
| Регион                                                                      | Сертификация | Продажи |
| --------------------------------------------------------------------------- | ------------ | ------- |
| Австралия (ARIA)                                                            | Платиновый   | 70 000  |
| Великобритания (BPI)                                                        | Серебряный   | 200 000 |
| Данные о продажах + прослушиваниях приведены только на основе сертификации. |              |         |